# Pioneabathra
Pioneabathra és un gènere d'arnes de la família Crambidae. Conté només una espècie, Pioneabathra olesialis, que es troba a les Comores, Seychelles, Mali, República del Congo, República Democràtica del Congo, Moçambic, Iemen (Socotra), Zàmbia, l'Índia, Sri Lanka i Austràlia.